# Peyritschiella furcifera
Peyritschiella furcifera är en svampart som först beskrevs av Roland Thaxter, och fick sitt nu gällande namn av I.I. Tav. 1985. Peyritschiella furcifera ingår i släktet Peyritschiella och familjen Laboulbeniaceae.  Arten är reproducerande i Sverige. Inga underarter finns listade i Catalogue of Life.